# Крапковиці (гміна)
Гміна Крапковиці (пол. Gmina Krapkowice) — місько-сільська гміна у південно-західній Польщі. Належить до Крапковицького повіту Опольського воєводства.
Станом на 31 грудня 2011 у гміні проживало 23688 осіб.

## Площа
Згідно з даними за 2007 рік площа гміни становила 97.44 км², у тому числі:
- орні землі: 67.00%
- ліси: 18.00%

Таким чином, площа гміни становить 22.03% площі повіту.

## Населення
Станом на 31 грудня 2011:
| Опис     | Загалом | Загалом | Чоловіки | Чоловіки | Жінки | Жінки |
| -------- | ------- | ------- | -------- | -------- | ----- | ----- |
| одиниця  | осіб    | %       | осіб     | %        | осіб  | %     |
| все      | 23688   | 100     | 11473    | 48.43    | 12215 | 51.57 |
| міське   | 17265   | 100     | 8329     | 48.24    | 8936  | 51.76 |
| сільське | 6423    | 100     | 3144     | 48.95    | 3279  | 51.05 |

## Сусідні гміни
Гміна Крапковіце межує з такими гмінами: Вальце, Ґлоґувек, Ґоґолін, Здзешовиці, Стшелечкі.